# Distretto di Kętrzyn
Il distretto di Kętrzyn (in polacco powiat kętrzyński) è un distretto polacco appartenente al voivodato della Varmia-Masuria.

## Geografia antropica

### Suddivisioni amministrative
Il distretto comprende 6 comuni.
- Comuni urbani: Kętrzyn
- Comuni urbano-rurali: Korsze, Reszel
- Comuni rurali: Barciany, Kętrzyn, Srokowo